# And in This Corner...
Az An in This Corner... az amerikai D.J. Jazzy Jeff & The Fresh Prince harmadik stúdióalbuma, mely 1989 októberében jelent meg, és az amerikai Billboard 200-as listán a 39. helyen nyitott. Az albumot CD-n nem  jelentették meg az Egyesült Királyságban, azonban Európa legtöbb részén meg lehetett vásárolni.
Az albumot a jazz és funk elemeit használták a korábban megszokott stílusuk mellett. Bevetettek még trombitákat, szaxofont, és fuvolákat is. Azonban a korábbi albumokhoz képest nem értek el akkora sikert, mint a korábbiakkal, így kevesebb példány is fogyott belőle.
Ennek ellenére az album két Grammy-díj jelölést kapott, köztük a "Legjobb rap előadás" kategóriában, a "I Think I Can Beat Mike Tyson" című dalukra 1990-en. és a legjobb duó rap előadás kategóriában is. Olyan előadókat utasítottak maguk mögé, mint Quincy Jones, Big Daddy Kane, Ice-T, Kool Moe Dee, Melle Mel

## Számlista
CD  Amerikai Egyesült Államok Jive – J2-1188 
1. "Then She Bit Me" - 3:35
2. "I Think I Can Beat Mike Tyson" - 4:49
3. "Jazzy's Groove" - 3:43
4. "Everything That Glitters (Ain't Always Gold)" - 4:17
5. "You Got It (Donut)" - 4:56
6. "The Girlie Had a Mustache" - 4:32
7. "The Reverend" - 4:31
8. "Who Stole My Car?" - 4:57
9. "The Men of Your Dreams" - 4:52
10. "Numero Uno" - 4:08
11. "Too Damn Hype" - 5:41
12. "Jeff Waz on the Beat Box" - 5:42

## Felhasznált zenei alapok
Jazzy's Groove
- "The Champ" by The Mohawks
- "Funky Drummer" by James Brown
- "Synthetic Substitution" by Melvin Bliss
- "Nautilus" by Bob James
- "Saturday Night Style" by Mikey Dread
- "Eric B. Is President" by Eric B. & Rakim
- "Bring the Noise" by Public Enemy

Jeff Waz on the Beatbox
- "Put the Music Where Your Mouth Is" by The Olympic Runners
- "Sing Sing" by Gaz
- "You'll Like It Too" by Funkadelic

The Girlie Had a Mustache
- "Escape-Ism" by James Brown
- "Think (About It)" by Lyn Collins
- "You Can Have Watergate Just Gimme Some Bucks and I'll Be Straight" by Fred Wesley and The J.B.'s
- "Bounce, Rock, Skate, Roll" by Vaughan Mason and Crew

The Reverend
- "Dance to the Music" by Sly and the Family Stone
- "Good Times" by Chic

Too Damn Hype
- "The Big Beat" by Billy Squier
- "Here We Go (Live at the Funhouse)" by Run-DMC

Who Stole My Car?
- "The Grunt" by The J.B.'s
- "Funky President" by James Brown

You Got It (Donut)
- "I Know You Got Soul" by Bobby Byrd
- "Eric B. Is President" by Eric B. & Rakim

Numero Uno
- "Public Enemy No. 1" by Public Enemy

The Men of Your Dreams
- "Change the Beat (Female Version)" by Fab 5 Freddy feat. Beeside

## Slágerlista
| Slágeréista (1989–1990)                                      | Legjobb helyezés |
| ------------------------------------------------------------ | ---------------- |
| Ausztrália (ARIA)                                            | 77               |
| Kanada Canadian Albums Chart                                 | 19               |
| Amerikai Egyesült Államok Billboard 200                      | 39               |
| Amerikai Egyesült Államok Top R&B/Hip-Hop Albums (Billboard) | 19               |

## Minősítések
| Ország                    | Minősítés | Eladások |
| ------------------------- | --------- | -------- |
| Amerikai Egyesült Államok | Arany     | 500.000  |